# Рунское сельское поселение
Ру́нское се́льское поселе́ние — муниципальное образование в составе Пеновского района Тверской области.
Центр поселения — посёлок Рунский.
Образовано в 2005 году, включило в себя территории Рунского и Слаутинского сельских округов.

## Географические данные
- Общая площадь: 603,7 км²
- Нахождение: северо-западная часть Пеновского района
  - Граничит:
    - на северо-востоке — с Осташковским районом, Свапущенское СП
    - на востоке — с Чайкинским СП
    - на юге — с Ворошиловским СП
    - на юго-западе — с Андреапольским районом, Волокское СП и Аксёновское СП
    - на северо-западе — с Новгородской областью, Марёвский район

Здесь, на Валдайской возвышенности проходит водораздел рек бассейнов реки Волга и озера Ильмень. Крупные озёра — Хвошня, Истошня (из него вытекает река Руна), Колпино, Любцы, Слаутинское, Долго, Корено, Атальское.
С райцентром поселение связано дорогой «Пено — Слаутино — Рунский»

## Население
| 2005 | 2010 | 2011 | 2012 | 2013 | 2014 | 2015 |
| ---- | ---- | ---- | ---- | ---- | ---- | ---- |
| 678  | ↘494 | ↘493 | ↗494 | ↘477 | ↘466 | ↘462 |
| 2016 | 2017 | 2018 | 2019 | 2020 |      |      |
| ↘450 | ↘433 | ↘416 | ↘402 | ↘393 |      |      |

По переписи 2002 года — 669 человек, на 01.01.2008 — 649 человек.

## Населенные пункты
На территории поселения находятся 32 населенных пункта:
| №  | Населённый пункт | Тип     | Население |
| -- | ---------------- | ------- | --------- |
| 1  | Астратово        | деревня | 1         |
| 2  | Большой Бохот    | деревня | 0         |
| 3  | Вально           | деревня | 0         |
| 4  | Верхмарево       | деревня | 0         |
| 5  | Доброе           | деревня | ↗10       |
| 6  | Ефремово         | деревня | 0         |
| 7  | Заборовка        | деревня | 6         |
| 8  | Загородечье      | деревня | 1         |
| 9  | Колпино-1        | деревня | 1         |
| 10 | Колпино-2        | деревня | 1         |
| 11 | Корено-Бубново   | деревня | 44        |
| 12 | Корено-Княжево   | деревня | 25        |
| 13 | Кривошеево       | деревня | 0         |
| 14 | Крутик           | посёлок | 67        |
| 15 | Малый Бохот      | деревня | 0         |
| 16 | Мосты            | деревня | 8         |
| 17 | Новинка          | деревня | 0         |
| 18 | Новоселок        | деревня | 29        |
| 19 | Орлово           | деревня | 0         |
| 20 | Отонец           | деревня | 0         |
| 21 | Переволока       | деревня | 5         |
| 22 | Петрово          | деревня | 17        |
| 23 | Потапово         | деревня | 0         |
| 24 | Пустошка-1       | деревня | 0         |
| 25 | Пустошка-2       | деревня | 5         |
| 26 | Пятыгино         | деревня | 1         |
| 27 | Рунский          | посёлок | ↘185      |
| 28 | Рябкино          | деревня | 1         |
| 29 | Слаутино         | деревня | ↘76       |
| 30 | Старина          | деревня | 1         |
| 31 | Тимохино         | деревня | 1         |
| 32 | Тростянка        | деревня | 0         |

## История
С XVIII века территория поселения входила:
- в 1708—1727 гг. в Санкт-Петербургскую (Ингерманляндскую 1708—1710 гг.) губернию, Тверскую провинцию,
- в 1727—1775 гг. в Новгородскую губернию, Тверскую провинцию,
- в 1775—1796 гг. в Тверское наместничество, Осташковский уезд,
- в 1796—1929 гг. в Тверскую губернию, Осташковский уезд,
- в 1929—1935 гг. в Западную область, Пеновский район,
- в 1935—1944 гг. в Калининскую область, Пеновский район
- в 1944—1957 гг. в Великолукскую область, Пеновский район
- в 1957—1963 гг. в Калининскую область, Пеновский район
- в 1963—1973 гг. в Калининскую область, Осташковский район
- в 1973—1990 гг. в Калининскую область, Пеновский район
- с 1990 в Тверскую область, Пеновский район.

В середине XIX-начале XX века деревни поселения относились к Новинской волости Осташковского уезда. Центр прихода — погост Хвошня.

## Экономика
Основное предприятие — совхоз (ООО) «Слаутинский».